# 261P/Larson
La comète Larson, officiellement 261P/Larson, est une comète périodique du système solaire, découverte le 7 juin 2005 par Stephen M. Larson.